# 朱應鵬 (明朝)
朱应鹏（1570年—？），字九万，號起宇，直隶太平府當塗縣人，明朝政治人物。

## 生平
万历二十五年（1597年）丁酉科應天鄉試举人，二十六年戊戌科会试二百二十六名，未殿试，三十二年（1604年），登甲辰科三甲五十八名进士，授太康县知县，三十八年考察，三十九年補江西布政司照磨，四十年升浦城知县，四十四年改淮安府教授。